# العودة إلى البحيرة الزرقاء
فيلم «العودة إلى البحيرة الزرقاء» هو فيلم رومانسي ومغامر أمريكي لعام 1991 من إخراج ويليام أ. جراهام وبطولة ميلا جوفوفيتش وبراين كروس الفيلم تكملة لـ The Blue Lagoon (1980). استندت سيناريو ليسلي ستيفنز إلى رواية The Garden of God التي كتبها هنري دي فيري ستاكبول. كانت النتيجة الموسيقية الأصلية من تأليف باسل بوليدوريس. الأغنية الختامية للفيلم "A World of Our Own" يؤديها Surface مع برنارد جاكسون. كتب باري مان الموسيقى، وكُتبت كلمات سينثيا ويل.

## ممثلون العمل
- ميلا جوفوفيتش في دور ليلي هارغريف
- براين كروس في دور بادي / ريتشارد لسترانج جونيور
- ليزا بيليكان في دور السيدة سارة هارغريف
- كورتني باريلا في دور يونغ ليلي
- غاريت راتليف هينسون بدور الشاب ريتشارد
- إيما جيمس في دور رضيع ليلي
- جاكسون بارتون في دور ريتشارد ريتشارد
- نانا كوبورن في دور سيلفيا هيليارد
- براين بلين في دور كابتن جاكوب هيليارد
- بيتر ههير في دور كينلان
- ألكساندر بيترسون في دور جيدينز
- جون مان كأول في دور نقيب
- وين بيغرام في دور كرني
- جون ديكس في دور بنفيل

## روابط خارجية
- العودة إلى البحيرة الزرقاء على موقع IMDb (الإنجليزية)
- العودة إلى البحيرة الزرقاء على موقع ميتاكريتيك (الإنجليزية)
- العودة إلى البحيرة الزرقاء على موقع روتن توميتوز (الإنجليزية)
- العودة إلى البحيرة الزرقاء على موقع نتفليكس (الإنجليزية)
- العودة إلى البحيرة الزرقاء على موقع ألو سيني (الفرنسية)
- العودة إلى البحيرة الزرقاء على موقع Turner Classic Movies (الإنجليزية)
- العودة إلى البحيرة الزرقاء على موقع أول موفي (الإنجليزية)
- العودة إلى البحيرة الزرقاء على موقع بوكس أوفيس موجو (الإنجليزية)
- العودة إلى البحيرة الزرقاء على موقع فيلمافينيتي (الإسبانية)
- العودة إلى البحيرة الزرقاء على موقع قاعدة بيانات الأفلام السويدية (السويدية)